# Ед Гротус

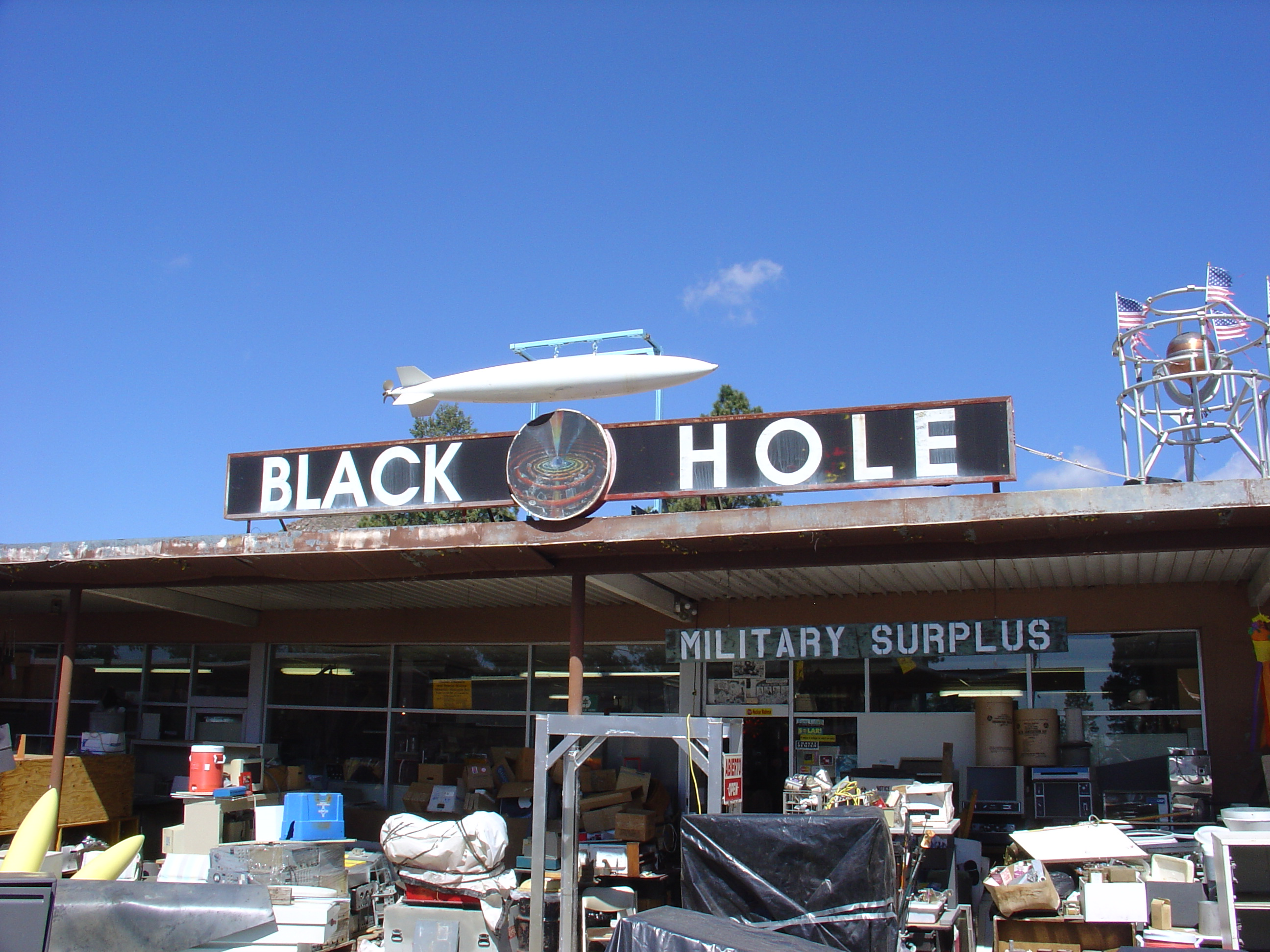
«Чорна діра», 2009

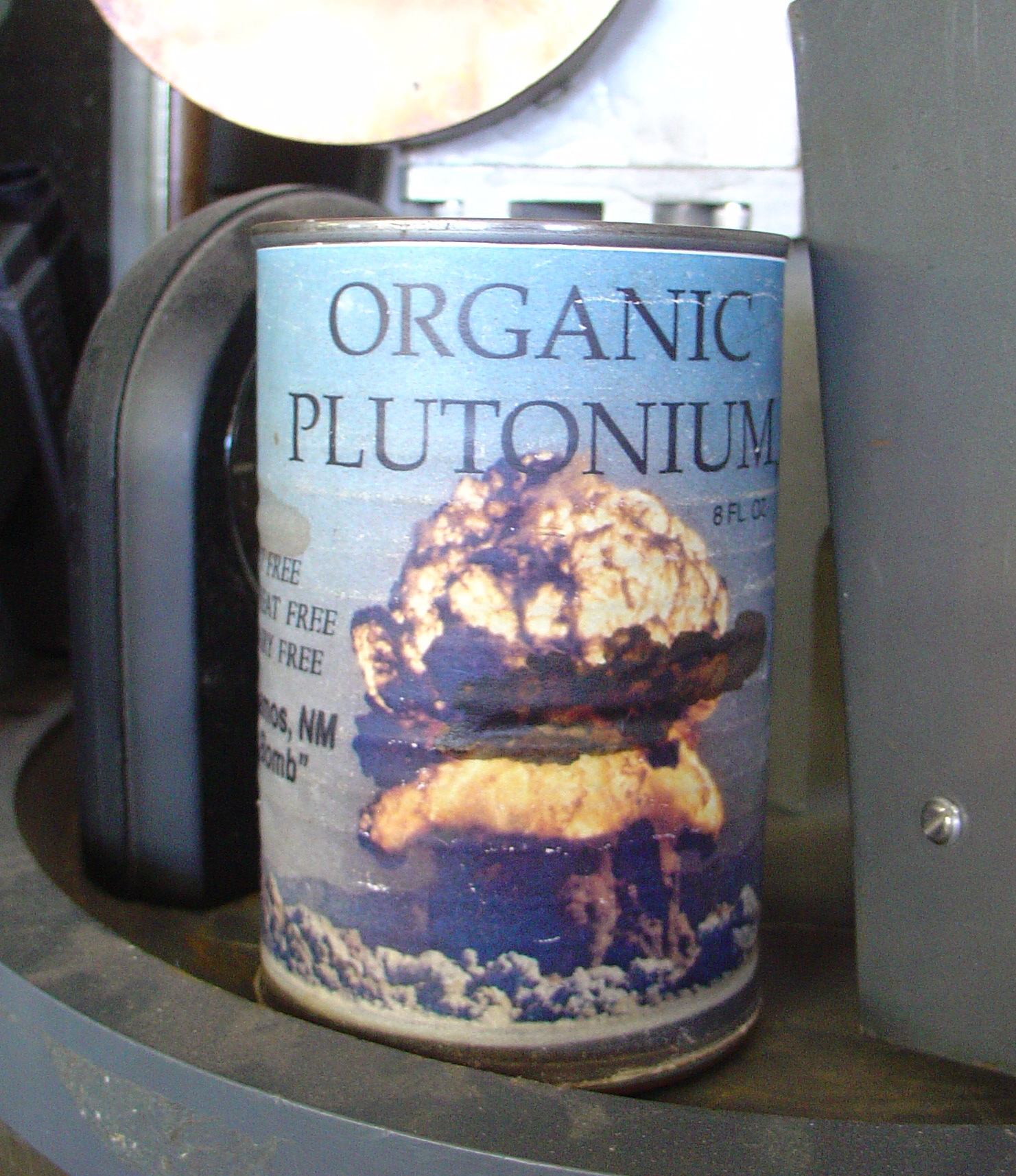

Едвард Бернард Гротус (нар. 28 червня 1923 — пом. 12 лютого 2009) — американський токар і технік Лос-Аламоської національної лабораторії у 1950-1960-х роках. Пізніше він став власником комісійного магазину, який використовував як базу для миру й антиядерної активності.

## Спеціаліст зі зброї
Спочатку Гротус створював гвинтівки та кулемети в Рок-Айлендському арсеналі в Іллінойсі.
Він прибув до Лос-Аламоса 23 березня 1949 року. Гротус працював 2 роки токарем, а потім 18 років техніком у групі розробки зброї R-Site. Це передбачало роботу зі збідненим ураном і проведення вимірювань для вивчення гідродинаміки пробних імплозій.
Він сказав, що його робота сприяла створенню бомб, у 30 разів менших і в 30 разів потужніших, ніж ті, що використовувалися в Хіросімі та Нагасакі, — збільшення потужності з 15 кілотонн до 475 кілотонн у ядерному пакуванні розміром з кулю для боулінгу.
1 грудня 1969 року Гротус залишив лабораторію, щоб повністю присвятити себе бізнесу й активній діяльності.

## Продавець і борець за мир
У 1951 році, ще працюючи в лабораторії, Гротус заснував Los Alamos Sales Company, відому всім як «Чорна діра» (бо «все входить і нічого не виходить»). Це «комісійний магазин» старого наукового обладнання, яке він зібрав у Національній лабораторії протягом останніх десятиліть. Еда часто бачили за покупками в іншій комісійній крамниці Лос-Аламоса, Casa Mesita.
Спочатку у його бізнесу не було постійного місця проживання, оскільки Гротус продавав непотрібні лабораторні предмети, придбані на аукціоні, університетам і дослідникам. У 1976 році магазин знайшов свій теперішній дім — переобладнаний продуктовий магазин Piggly Wiggly площею 1600 м², його Гротус придбав з дружиною Маргарет. Мета «Чорної діри» — перероблювання наукового обладнання для використання в мирних цілях і стати базою для кампанії за ядерне роззброєння. Гротус передбачав, що у 2013 році станеться ядерний голокост.
Певний час Гротус продавав консервні банки з нібито «органічним плутонієм», на етикетці було зображення ядерного гриба. Він надіслав безкоштовний зразок Білому дому, заслуживши візит Секретної служби.
Заходиш у склад розміром зі спортзал, заповнений купами старих комп'ютерів, функціональних генераторів, підсилювачів, мікроскопів і купи проводів і кабелів, на дверях табличка:
Одна бомба — це занадто багато
 Ніхто не буде в безпеці, поки всі не будуть в безпеці
 Нічого не викидайте
 Вітаємо в «Чорній дірі»

## Документальні фільми
Про Гротуса зняли три документальні фільми. Перший, «Атомний Ед і „Чорна діра“», створили у 2002 році та транслювали в США на HBO. Другий — німецька стрічка «Лос-Аламос і вибух бомби», зосереджений на Лос-Аламосі в цілому. Третій, «Лабораторні умови», це короткометражний фільм, доступний безкоштовно в Інтернеті.
Відвідувачі «Чорної діри» знімали відеовміст і розміщували, зокрема на YouTube.
Два великі гранітні обеліски Еда документують розробку атомних бомб.

## Публікації
У 2019 році фотограф-документаліст Ханіре Нахера опублікувала книгу «Атомний Ед». Вона містить архівні документи, давні та свіжі фотографії, добірку листів із понад 50-річного листування Еда Гротуса з політиками, вченими, ЗМІ та своєю родиною. Передмову написала Селія Джексон.

## Нагороди
Гротус отримав низку нагород та інших визнань, зокрема:
2006: Без'ядерне майбутнє «За життєві досягнення» за його постійну активність, виступаючи проти ядерної зброї та ядерної енергетики, де ризики та витрати на виведення з експлуатації є значними.
2006: Всесвітній саміт з урану корінних народів «За життєві досягнення» за роботу з просування без'ядерного майбутнього.
2007: Меморіальна премія Аллана Гаузера за показаний мистецький успіх й участь в житті суспільства.
Майк Дейзі у «Якщо щось побачиш, скажи щось» розповідає про відвідування місця вибуху бомби проєкту «Триніті», Музею науки Бредбері та його «Вітаємо в Чорній дірі».
Репортаж National Public Radio під назвою «У 85 років „Атомний Ед“ все ще цокає в Лос-Аламосі» описує, як Ед постійно купує, продає та зберігає «ядерні відходи», а також його бажання знайти місце для двох 40-тонних гранітних пам'ятників — Розеттських каменів ядерної ери.

## Смерть
Гротус помер 12 лютого 2009 року від раку товстої кишки.
У електронному листі перед смертю Ед написав: «Моє тіло вражене раковими пухлинами. Мій розум мучать жахливі бачення цілком ймовірного ядерного голокосту».